# مارغريت بوربيدج
مارغريت بوربيدج (بالإنجليزية: Margaret Burbidge)‏ (من مواليد 12 أغسطس 1919 في دافنبورت) هي عالمة فيزياء فلكية بريطانية-أمريكية.